# Alvarado (Texas)
Alvarado é uma cidade localizada no estado norte-americano do Texas, no Condado de Johnson.

## Demografia
Segundo o censo norte-americano de 2000, a sua população era de 3288 habitantes. 
Em 2006, foi estimada uma população de 4087, um aumento de 799 (24.3%).

## Geografia
De acordo com o United States Census Bureau tem uma área de 
10,1 km², dos quais 10,1 km² cobertos por terra e 0,0 km² cobertos por água. Alvarado localiza-se a aproximadamente 233 m acima do nível do mar.

## Localidades na vizinhança
O diagrama seguinte representa as localidades num raio de 16 km ao redor de Alvarado. 